# Szilágysági Magyarok Díj
A Szilágysági Magyarok Díj (vagy Díszoklevél) a Báthory István Alapítvány által kiadott kitüntetés. A sorozat emléket kíván állítani minden Szilágyságban élő, vagy onnan elszármazott magyarnak, aki a szakmájában, közéleti munkásságával, emberi magatartásával jelentősebb érdemeket szerzett és tenni tudott a szülőföldért is, így járulva hozzá a szilágysági táj hírnevének öregbítéséhez.

## Odaítélés menete, utóélet
Az oklevelet odaítélő bizottság kezdetekben erősen lokális volt (a díjazott személyek nagyobbrészt Szilágysomlyó vonzásköréhez tartoztak), de a BIA kuratóriuma már az ötlet születésekor döntött arról, hogy a bizottságot megyei szintűre bővítik, így a Szilágyság bármely pontjáról érkező javaslatokat fogadnak.
A díjazottak személyére bárki tehet javaslatot, de az okleveleket odaítélő bizottság csak az életrajzzal, fotóval ellátott javaslatokat veszi figyelembe, és dönt sorsukról. A bizottság az Alapítvány kuratóriumából és megye magyar (kulturális) civil szervezeteinek delegált tagjaiból áll össze. Az évente kiosztott díjak száma nincs meghatározva, illetve élő személyekre, valamint post mortem díjazásra egyaránt javaslatot lehet tenni.
A kitüntetettekről a Báthory Alapítvány részletes életrajzi adatokat és fotót gyűjt be, az ezek alapján megírt laudációkat az évente a Báthory Napok keretében megrendezett díjátadón a méltatók felolvassák, valamint az első 14 év díjazottjainak laudációja kötetben is megjelent (Hajdu Attila: Szilágysági Magyarok. Szilágysomlyó, 2012.).

## Díjazottak

### 1999
- Andrásofszky Barna tüdőgyógyász, a Magyar Egészségügyi Társaság örökös tiszteletbeli elnöke (Szilágynagyfalu, 1924. ápr. 25.)
- Székely Géza orvos (Kolozsvár, 1910. febr. 19. – 2000., Szilágynagyfalu)
- Fodor László tanár, népművelő (Dés, 1916. jún. 22. – ?, Szilágysomlyó)
- Szabó Zakariás gépész, temetőőr, 1956-os politikai elítélt (Csíkszenttamás, 1919. okt. 28. –)
- Major Miklós tanár, néprajzkutató (Alsószentmihály, 1933. máj. 19. – 2010. máj. 21., Szilágynagyfalu)

Post mortem
- Bereczki Sándor lelkipásztor, orvos, néprajzkutató (Nagyvárad, 1916. júl. 14. – 1999. ápr. 9., Szilágysomlyó)
- Nagy Lajos ügyvéd, bíró, ügyész, jogtanácsos (Székelyudvarhely, 1917. aug. 31. – 1999. márc. 1., Szilágysomlyó)
- Gyulafalvi Bulyovszky Mihály banktisztviselő (Szilágynagyfalu, 1906. dec. 1. – 1986. jan. 5., Szilágysomlyó)
- Fekete Endre gyógyszerész (Zsibó, 1903. jan. 10. – 1988., Szilágysomlyó)
- Kovács Gyula egyetemi tanár, tankönyvíró (Szilágysomlyó, 1899. okt. 2. – 1987., Budapest)

### 2000
- Finta Edit (1945–) képzőművész (Budapest)
- Szaleczky Lajos (1923–) agrármérnök, Budapest
- Madár Árpád Gyula (1917–) műbútorasztalos, volt politikai elítélt (Szilágysomlyó)

Post mortem
- Barkász Bálint (1929–1995) zenetanár
- dr. Hosszú László (1913–1983) nyugalmazott ordinárius, r. katolikus lelkipásztor
- dr. Sipos László (1948–1999) tanár, néprajzkutató

### 2001
- Horváth Endre
- Fodor Levente
- Balogh Károly
- Moldován Lajos

### 2002
- Papp Ernő
- Deák Ferenc
- Matolcsy Károly
- Vida Gyula
- Kovács Kuruc János
- Szabó Vilmos

### 2003
- Hégető Ferenc
- Mester Zsolt
- Takács Albert
- Mártonffyné Dénes Erzsébet
- Eszenyiné Széles Mária
- Kozma nővér
- Acsádi Elek

### 2004
- Gáspár Ferenc
- Szécsi József
- Miklós József
- Farmathy Zoltán
- Mózes Teréz
- Boér Klára
- Major István

### 2005
- Sántha Pál
- Méhes Gyula
- Mentes Ferenc
- Balogh Sándor
- Kristófi János

### 2006
- Farnas Géza
- Nagy József
- Szénási Endre
- Nagy Mihály
- Vida Katalin
- Papp Béla
- Gáspár Attila
- Pákai Ferenc
- Sepsi József
- Schönstein István

### 2007
- Seres Dénes
- Mártonffy István
- Bereczki András
- Nagy Károly
- Surányi József

### 2008
- Nagy-Tóth Ferenc
- B. Simon György
- Birtalan József
- Csillag István
- Szoboszlai Attila
- Kása Zoltán

### 2009
- Hary Béla
- Szilágyi Ferenc
- Bálint István János
- Orsós Zoltán
- Sziszik László

### 2010
- Szilágyi István
- Virág Károly
- Kisfalussy Bálint
- Oláh Margit
- Dobai István

### 2011
- Meleg Vilmos
- Meleg Attila
- Szabó M. Attila
- Széll Kató
- Bajusz István

### 2012
- Félegyházi László
- Bíró Lajos
- Bölöni György Sámuel